# Kumar Kaibarta Gaon
Kumar Kaibarta Gaon é uma vila no distrito de Jorhat, no estado indiano de Assam.

## Demografia
Segundo o censo de 2001, Kumar Kaibarta Gaon tinha uma população de 6345 habitantes. Os indivíduos do sexo masculino constituem 53% da população e os do sexo feminino 47%. Kumar Kaibarta Gaon tem uma taxa de literacia de 81%, superior à média nacional de 59,5%: a literacia no sexo masculino é de 86% e no sexo feminino é de 76%. Em Kumar Kaibarta Gaon, 8% da população está abaixo dos 6 anos de idade.